# Estação Pituaçu
A Estação Pituaçu é uma das estações do Metrô de Salvador, situada em Salvador, entre a Estação CAB e a Estação Flamboyant. É uma das estações terminais da Linha 2.
Foi inaugurada em 23 de maio de 2017 juntamente com outras quatro estações da linha. Localiza-se na Avenida Paralela logo em frente ao Estádio de Pituaçu. Atende os bairros de Pituaçu e Patamares.

## Características
A estação tem 12 151,00 metros quadrados de área construída em trecho de superfície com integração a um terminal de ônibus urbano através de duas passarelas. Possui duas plataformas laterais de embarque/desembarque.